# Jamsordningen
Jamsordningen (Dioscoreales) är en ordning av enhjärtbladiga växter med drygt 900 arter i omkring 25 släkten i tre familjer. Det mest kända familjen är troligen jamsväxterna (Dioscoreaceae), med olika arter av jams.
I det äldre Cronquistsystemet var jamsväxterna placerade i Liliales och Burmanniaceae i Orchidales, en ordning som inte finns längre.